# Horace Daillion
Horace Daillion, né le 10 novembre 1854 à Paris, ville où il est mort le 14 janvier 1946, est un sculpteur français.

## Biographie
Élève de Pierre Dumont et Paul Nollet, Horace Daillion expose dès 1882 au Salon des artistes français où il obtient cette année-là une médaille de 2e classe et une bourse de voyage et en 1885 une médaille de 1re classe. Il est aussi alors récompensé du Prix du Salon.
Il remporte une médaille d'or à l'Exposition universelle de Paris de 1889 ainsi qu'à l'Exposition universelle de 1900 et pour son tableau L'Age de Pierre, reçoit une médaille d'honneur au Salon des artistes français. Il passe alors en hors-concours.
En 1895, il réalise un buste de femme en céramique avec la collaboration d'Edmond Lachenal
Il épouse en 1914 Palma d'Annunzio.
Il meurt le 14 janvier 1946 en son domicile dans le 14e arrondissement de Paris, et est inhumé au cimetière du Père-Lachaise (76e division).

## Distinctions
- Chevalier de la Légion d'honneur (3 avril 1894)[5].

## Œuvres dans les collections publiques
- Arbois : La Ville d'Arbois à Pasteur, 1901[6].

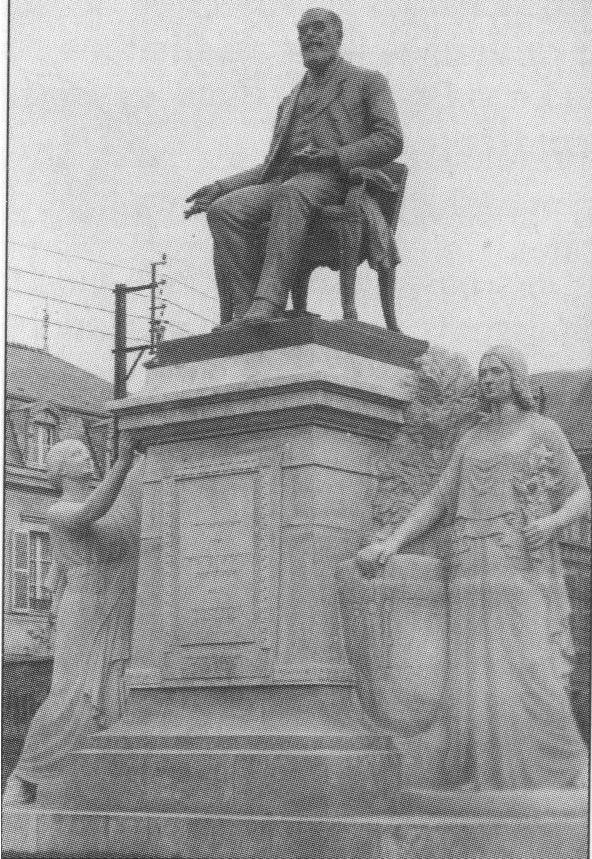
Monument à Léon Bourgeois à Châlons-sur-Marne, aujourd'hui disparu, refondue en 1942.

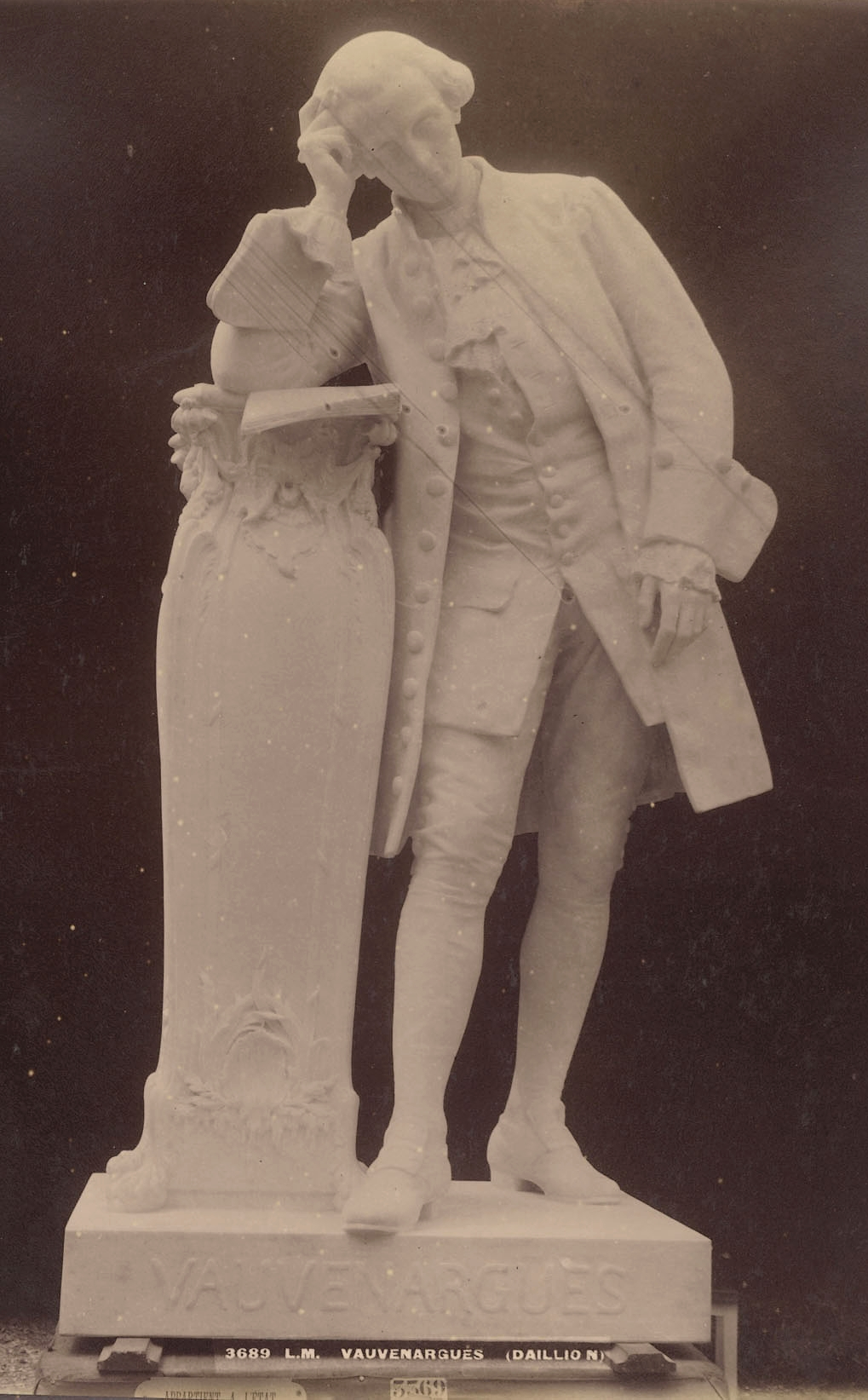
Statue du marquis de Vauvenargues (Salon de 1899).

- Belfort, mairie : L'Âge de pierre, marbre, 1924.
- Bordeaux, préfecture de la Gironde: Le Coucher de l'enfant, plâtre.
- Châlons-en-Champagne, Monument à Léon Bourgeois (1933), statue assise en bronze, fondue en 1942 dans le cadre de la mobilisation des métaux non ferreux[7].
- Charleville-Mézières, préfecture des Ardennes : : Femme couchée, quartz rose.
- Douai, mairie : Vauvenargues, statue en plâtre.
- Feurs, mairie : Luc de Clapiers, marquis de Vauvenargues, marbre, Salon de 1899.
- Gray, musée Baron-Martin : Bas-reliefs pour le monument de Pasteur à Arbois, deux maquettes d'artiste, plâtre, 76 × 146 cm.
- Lunéville, jardin du château Stanislas dit les Bosquets, parc public : Monument au poète Charles Guérin, 1909, calcaire, en collaboration avec Edmond Lachenal[8].
- Montpellier, esplanade Charles-de-Gaulle : La Prairie, 1911, statue.
- Nantes, musée des Beaux-Arts : Le Génie de la Lumière, vers 1902, plâtre.
- Paris :
  - cimetière du Montparnasse : Le Génie du Sommeil éternel, 1889, bronze.
  - Grand Palais, façade : L'Architecture, 1900, statue.
  - jardin du Luxembourg : Joies de la famille, dit aussi Bonheur, 1889, groupe en marbre.
  - ministère de la Culture et de la Communication : La Science, marbre.
  - musée d'Orsay : Bonheur, 1889, marbre[9].
- Quimper, mairie : La Science, plâtre.
- Reims : musée des Beaux-Arts : Bonheur, 1885, groupe en plâtre, exposé au Salon de 1885.
- Viviers-sur-Artaut : La Prairie, plâtre.

## Expositions
- Exposition universelle de 1900 : L'Architecture.

Œuvres d'Horace Daillion
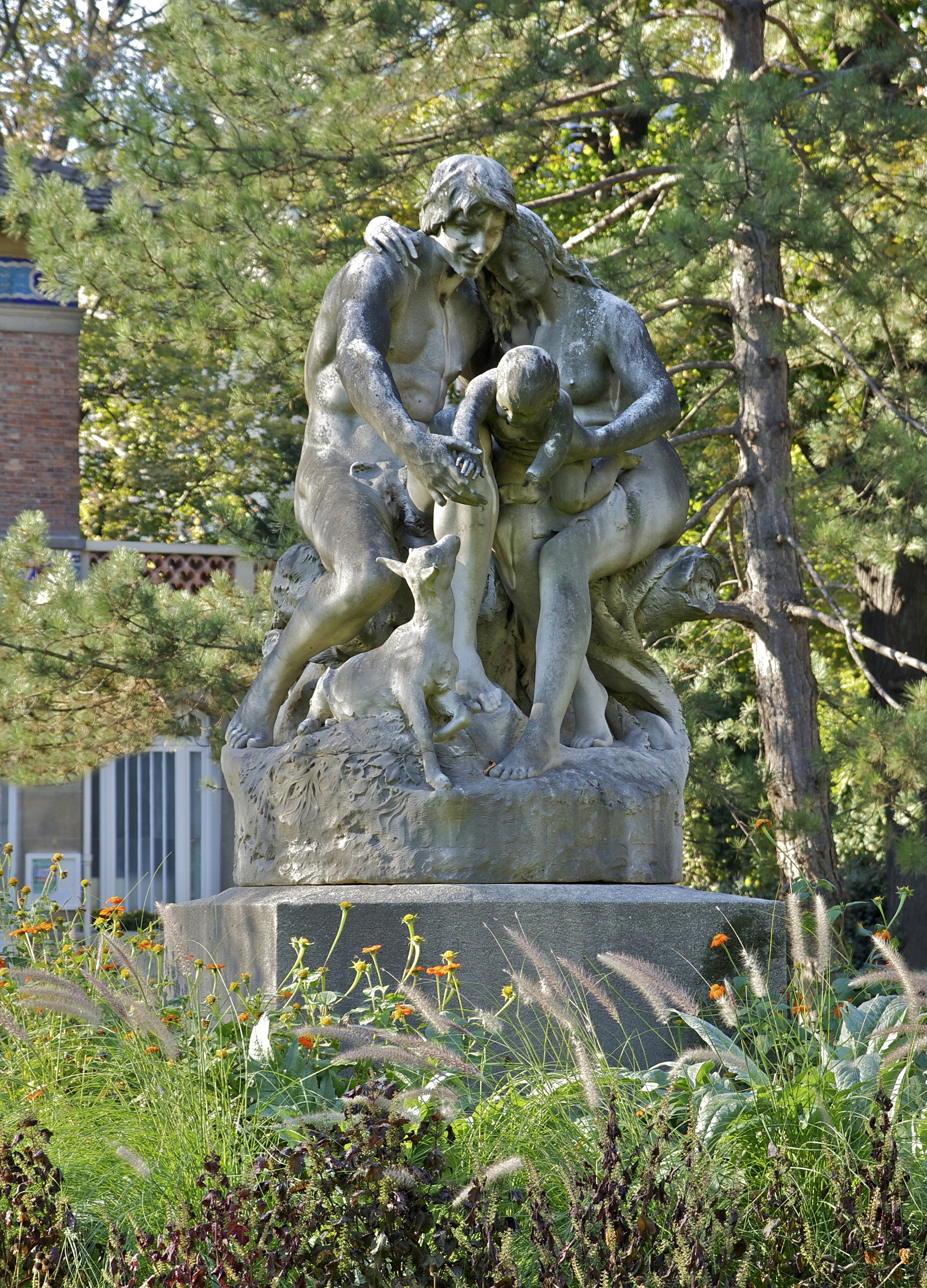
Joies de la famille ou Bonheur (1889), Paris, jardin du Luxembourg.
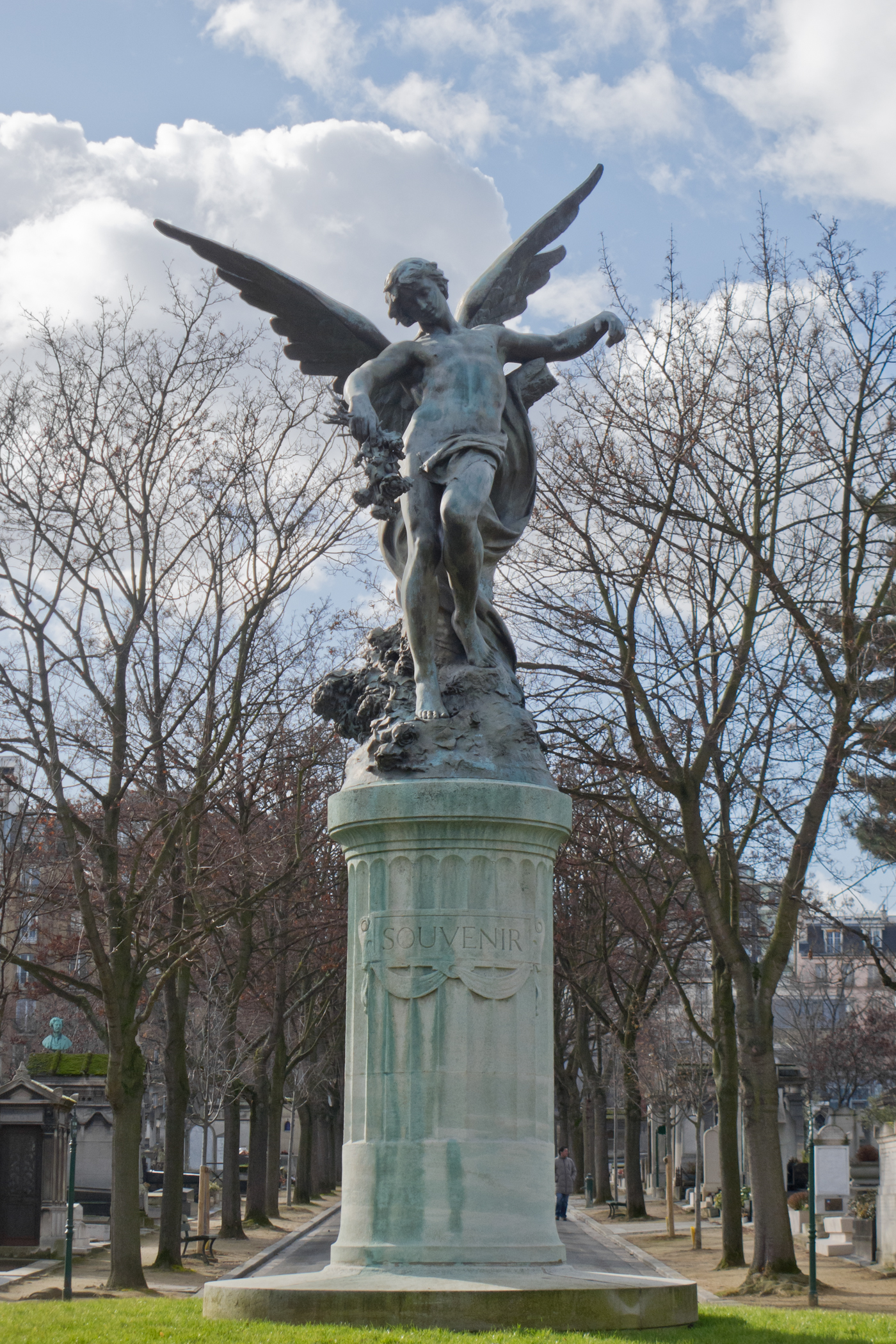
Le Génie du Sommeil éternel (1889), Paris, cimetière du Montparnasse.
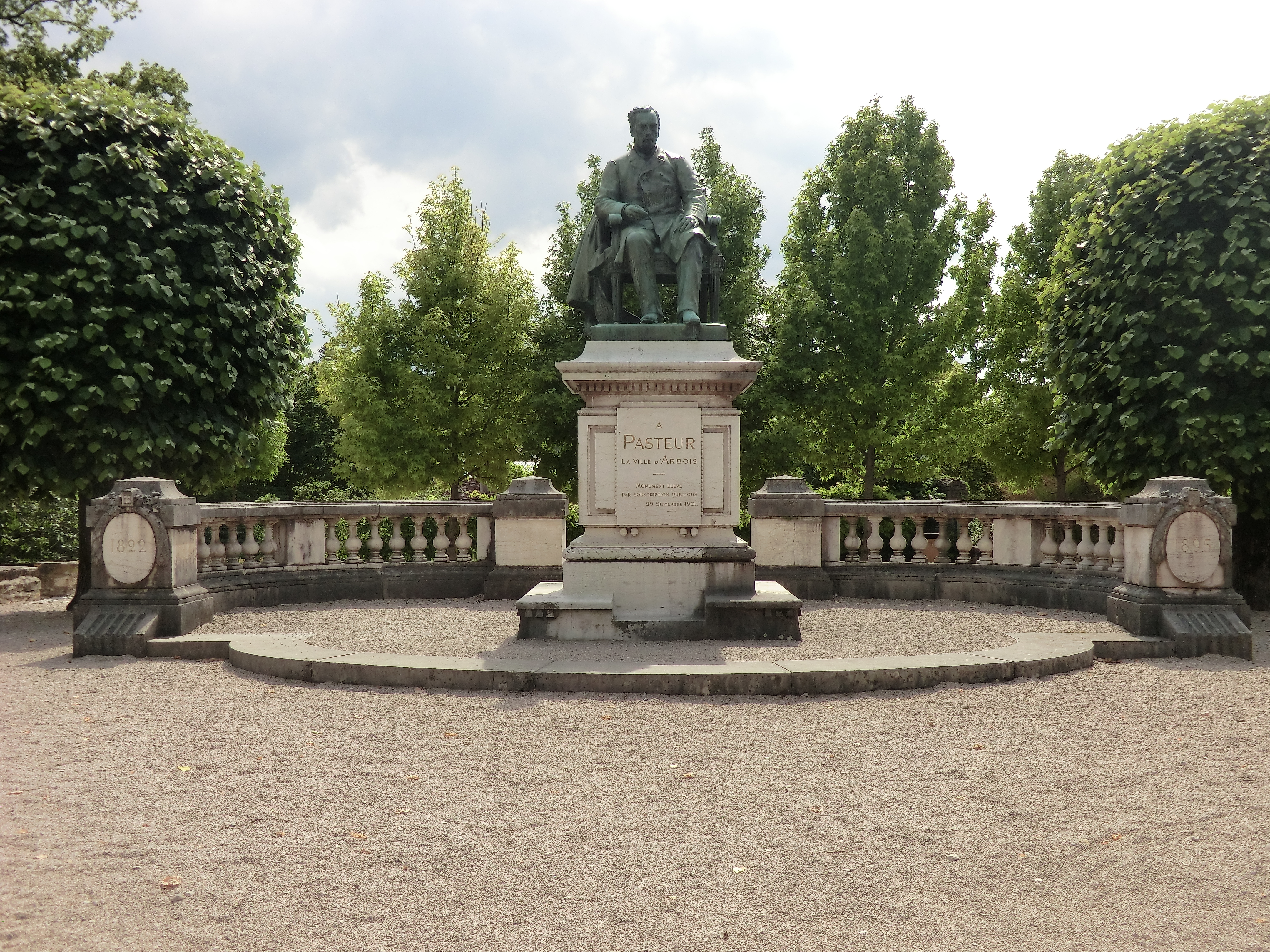
Monument à Louis Pasteur (1901), Arbois.